# Salsette
Salsette Island je ostrov u západního pobřeží Indie, administrativně patří pod stát Maháráštra. Leží na něm města Bombaj a Tháné a s počtem obyvatel přes patnáct milionů žijícím na rozloze 619 km² patří k nejlidnatějším ostrovům světa.
Většina rozlohy ostrova je zastavěna, v kopcovitém vnitrozemí se nachází Národní park Sandžaje Gándhího. Ostrov obsadili roku 1534 Portugalci a pojmenovali ho Salsette podle domorodého výrazu sasašti (šedesát šest, tj. počet vesnic na ostrově). Od roku 1774 byl ostrov v britském vlastnictví. Původní oblast Sedm ostrovů na jih od Salsette, na kterých vzniklo město Bombaj, byla z důvodu nedostatku stavebních míst spojena navážkou s hlavním ostrovem.